# Ogród Zoologiczny w Bukareszcie
Ogród Zoologiczny w Bukareszcie (rum: Grădina Zoologică din București) – ogród zoologiczny w dzielnicy Băneasa w Bukareszcie, w Rumunii. Ma powierzchnię 5,85 ha. Ogród został założony w 1955 roku jako służba Miejskiej Sekcji Gospodarczej Ludowej Rady Stolicy.